# سرخس شائع
سرخس شائع أو ثاقب الحجر أو أضراس الكلب أو كثير الأرجل أو ضرس الكلب  أو بسبايج (الاسم العلمي: Polypodium vulgare) هو نوع نباتي يتبع جنس السرخس من فصيلة السرخسية يتكاثر هذا السرخس بظاهرة تعاقب الاجيال حيث تمر دورة حياه بطورين لا جنسي ممثلا بساق ريزومي واراق سرخسية وطور جنسي ممثلا باشباه الجذور وتركيب قلبي الشكل اخضر اللون يدعى الثالوس الاولي .